# The Wiseguys
The Wiseguys var et britisk elektronisk duo bestående af Touché og Regal, der var aktive i midten og slutningen af 1990'erne. De producerede sangen "Start the Commotion" der optrådte i en reklame for Mitsubishi samt i filmene Lizzie McGuire, Zoolander and Kangaroo Jack. En anden af deres singler, "Ooh La La", blev brugt i filmen Big Daddy og Budweiser-reklamer. Begge numre er fra deres andet album, The Antidote.

## Diskografi

### Album
- 1996: Executive Suite
- 1998: The Antidote[1]

### EP'er
- 1994: Ladies Say Ow!

### Opsamlinger
- 2000: Wall of Sound Essentials - Mixed by the Wiseguys (mix CD)

### Singler
- 1995: "Nil by Mouth"
- 1996: "The Sound You Hear"/"We Keep On"
- 1997: "Casino 'Sans Pareil'"/"A Better World" - UK #88[2]
- 1998: "Ooh La La" - UK #55 (1998) / UK #2 (1999)[2]
- 1998: "Start the Commotion" - UK #66 (1998) / UK #47 (1999),[2] U.S. #31 (2001)[3]

The Japanese version of The Antidote contains a bonus track, "Expand on the Topic" which features guest spots from J-Nise, Season and Sense Live, and was the B-side to the "Ooh La La" single.